# Emraan Hashmi
Emraan Hashmi, född 24 mars 1979, är en Bollywood-skådespelare. En av Hashmis mest kända filmer är Murder (2004).

## Familj
Hashmi är kusin till Pooja Bhatt (regissören Mahesh Bhatts dotter). Emraan Hashmi är gift sedan 2006 och har en son, född 2010.